# جمال كامل
جمال كامل (15 نوفمبر 1926 - 26 نوفمبر 1986) هو رسام كاريكاتير وصحفي مصري.

## حياته ونشأته
من مواليد أسيوط 15 نوفمبر 1926. هو واحد من أهم وأشهر فنانى جيل الرواد في الرسم الصحفى، بدأ إبداعه من خمسينيات القرن الماضى وحتى ثمانينياته. حصل جمال كامل على دبلوم مدرسة الفنون الجميلة (كلية الفنون الجميلة حاليا) قسم التصوير عام 1948، وتتلمذ على يد الفنان الكبير أحمد صبرى، رائد فن البورترية في مصر، وتأثر به بشدة خاصة في أسلوبه الفنى وتصويره للبورتريهات، فسار على منواله في تحليل شخوصه والغوص في أعماقها بحثاً عما يميزها من النواحي الفكرية والتشريحية.

## مسيرته العملية
عمل جمال كامل بعد تخرجه من كلية الفنون الجميلة كرسام صحفي في دار الهلال حيث قام برسم العديد من الأغلفة والرسوم الداخلية، ثم انتقل بعدها للعمل في مجلة روزاليوسف كرسام صحفى، وتدرج في مناصبها وصولاً إلى منصب المستشار الفني للمؤسسة، كان خلالها الكبير أحمد بهاء الدين دائماً ما يتدارس معه حول فكرة لوحة الأسبوع التي كان لابد أن تعبر عن معنى سياسي أو اجتماعي، وراح يرسم شخصيات ساخرة مع تعليقات أكثر سخرية، بالإضافة إلى رسومه للشخصيات بريشة حرة مميزة، وبخطوط ميكانيكية مدروسة، وصور شخصيات نجيب محفوظ على صفحات مجلة صباح الخير.
اعتقل جمال كامل أثناء عمله في مؤسسة روزاليوسف ضمن مجموعة كبيرة من الفنانين تم اعتقالهم بسبب ممارساتهم الفنية في الصحافة كان منهم: زهدي (زهدي العدوي أول من رسم غلاف لمجلة صباح الخير بمؤسسة روزاليوسف)، وطوغان (أحمد طوغان رسام الكاريكاتير)، ورمسيس يونان (من رواد التجديد في الفن التشكيلي المصري)، وإنجي أفلاطون (رواد الحركة الفنية التشكيلية في مصر) وحسن فؤاد (فنان تشكيلي رائدا وناقد وكاتب سيناريو)، وجاذبية سري (رسامة وأستاذة في كلية الفنون الجميلة)، مما دعا إحسان عبد القدوس إلي أن يتدخل عند الرئيس للإفراج عنه، وظل يعمل بروزاليوسف حتى وفاته في 26 من شهر نوفمبر 1986.

## المعارض الخاصة

مجلة صباح الخير السعر 30 مليم عدد الخميس 9 أكتوبر 1958

أقام ثلاثة معارض فردية في الولايات المتحدة الأمريكية.
معرض بقاعة النيل 1987.
معرض بقاعة الدبلوماسيين الاجانب - القاهرة.
معرض (شاهد على العصر) بمقر السفارة المصرية ببرلين مارس 2018.

## المعارض الجماعية المحلية
معرض الرسوم الصحفية الدورة الأولى بقصر الفنون مارس 2004 (المكرمون).
معرض (الوجه الآخر لفنانى صاحبة الجلالة) بأتيليه القاهرة 2007.
صالون قرطبة الأول للأعمال الصغيرة بقاعة قرطبة مارس 2011.
معرض جماعى (التأثيرية  ... رؤية مصرية حديثة) بقاعة محسن شعلان بمتحف الفن المصرى الحديث ديسمبر 2015.
معرض (مبدعون خالدون 2) بجاليرى ضى بالمهندسين - سبتمبر

## الجوائز المحلية
حصل بعد وفاته على نوط الامتياز من الطبقة الأولى بمناسبة العيد الماسى بكلية الفنون الجميلة.

## وصلات خارجية
https://fenon.com/gamal-kamel/ جمال كامل (رسام)
https://www.masress.com/rosadaily/22735 جمال كامل (رسام)
http://www.fineart.gov.eg/arb/cv/cv.asp?IDS=1816 جمال كامل (رسام)